# Kiernozia
Kiernozia é um município no centro da Polônia. Pertence à voivodia de Łódź, no condado de Łowicz. É a sede da comuna urbano-rural de Kiernozia. Está situada às margens do rio Nida, aproximadamente 20 km ao norte de Łowicz, na estrada provincial n.º 584, na interseção das antigas rotas de Płock a Łowicz e de Kutno a Sochaczew.
Estende-se por uma área de 4,6 km², com 831 habitantes, segundo o censo de 31 de dezembro de 2021, com uma densidade populacional de 180,7 hab./km².
Foi-lhe concedido o foral de cidade em 1523, mas já em 1579 foi rebaixada à posição de vila; foi-lhe novamente concedido o foral de cidade em 1784, quando, como uma cidade privada da nobreza, estava localizada no condado de Gąbin, na terra de Gostynin, da voivodia de Rawa. Ela foi privada de seus direitos municipais pela segunda vez em 13 de outubro de 1870 e incorporada à comuna de Kiernozia, no condado de Gostynin. De 1867 a 1954, foi a sede da comuna rural de Kiernozia (desde 1 de março de 1922 no condado de Łowicz), de 1954 a 1972 da gromada de Kiernozia e, a partir de 1973, da comuna reativada de Kiernozia. De 1975 a 1998, pertenceu administrativamente à voivodia de Płock. Em 1 de janeiro de 2024, foi-lhe concedido a condição de cidade pela terceira vez, embora apenas 46,2% dos votos expressos na consulta local o apoiassem.

## Divisão administrativa
| Nome              | Tipo            |
| ----------------- | --------------- |
| Kiernozia-Parcela | parte da cidade |
| Stanisławów       | parte da cidade |

## História
Em 1219, o dignitário Krystyn legou à catedral de Płock o vilarejo de Brodne, vizinho a Kiernozia. Em 1303, o bispo de Poznań, Andrzej Zaremba, consagrou uma igreja no assentamento de Kiernozia, separada da área de Czerniew, para a qual ele doou um dízimo de seu campo naquele vilarejo. Além disso, um documento de 1359 afirma que Kiernozia e Czerniew pertenciam ao patrimônio do bispo de Poznań. Naquela época, esses vilarejos estavam nas mãos da Igreja. O próximo proprietário foi a família Kiernoscy, do brasão de Junosza.
Até a segunda metade do século XIX, Kiernozia tinha direitos municipais. Os documentos originais de fundação não sobreviveram, sabe-se apenas que a primeira menção ao vilarejo data de 1303, quando o bispo de Poznań, Andrzej, consagrou uma igreja no local. Durante todo o tempo, até 1870, permanecendo em mãos privadas (no século XV, na família Sierpski, depois a família Piwow, no século XVIII a família Łączyński, depois a família Lasocki), Kiernozia recebeu direitos de cidade duas vezes (pela primeira vez em 1567, pela segunda vez antes de 1784) e os perdeu duas vezes (em 1579 e pelo decreto do czar de 1870); durante o “dilúvio” sueco em 1655, a aldeia sofreu severamente, uma grande parte dela foi incendiada.
Após as partições da Polônia, o vilarejo foi incluído na divisão russa e ficou na Polônia do Congresso. No Dicionário Geográfico do Reino da Polônia, do século XIX, ela é mencionada como um assentamento e, antes disso, como uma cidade situada na trilha batida de Łowicz a Płock. Em 1827, havia 36 casas e 451 habitantes na aldeia. Em 1866, havia 31 casas com 352 habitantes e, em 1882, 32 casas com 534 habitantes. Naquela época, havia 8 lojas no vilarejo, um moinho de óleo que produzia óleo por 650 rublos de prata por ano, 11 artesãos e 2 cirurgiões de campo. Uma igreja, uma sinagoga, uma escola primária e um escritório municipal também foram registrados.
As ruas convergem para a praça, na qual a sudeste está a igreja paroquial (os restos mortais de Maria Walewska, amante de Napoleão, foram enterrados aqui em 1818), e mais a leste estão o parque e o palácio. A igreja paroquial de Santa Margarida, originalmente gótica, data do século XVI. Ela contém uma pia batismal de 1519, epitáfios de pedra dos Sierpeckis, Piwas, Łączyńskis e Lasocki, um retrato de caixão de Anna Piwowa de Zaborów (ca. 1665), um altar de 1803; o corpo da Sr.ᵃ Walewska está enterrado na cripta da igreja.
Desde o início do século XVIII, o proprietário de Kiernozi era o estarosta Łączyński — avô de Maria Walewska. A família Łączyński construiu uma casa senhorial classicista de um andar, coberta com um telhado de quatro águas, em torno da qual foi construído um extenso parque. Maria Walewska, nascida Łączyńska, nasceu na vizinha Brodno em 7 de dezembro de 1786 (amante de Napoleão Bonaparte, com quem teve um filho ilegítimo). Ela cresceu na mansão da família em Kiernozi com suas três irmãs e dois irmãos (Józef e Teodor), mais tarde oficiais de Napoleão. O tutor dos irmãos foi Nicolas Chopin, que viveu em Kiernozia por seis anos (c. 1795–1801).

## Segunda Guerra Mundial
Em maio de 1940, os alemães estabeleceram um gueto para a população judaica em Kiernozia. Em dezembro de 1940, havia 650 pessoas no gueto. Em março de 1941, o gueto foi liquidado e os judeus foram deportados para o Gueto de Varsóvia.

## Lendas
Há várias lendas relacionadas à Kiernozia.
- O rei Ladislau II Jagelão deveria parar aqui em seu caminho para a Batalha de Grunwald. Ele deveria caçar javalis selvagens (kiernozy) nas florestas ao redor — daí o nome e o brasão da cidade. Há rumores de que os javalis selvagens eram curtidos (defumados) na vizinha Osmolin, levados de trenó para Sanniki e comidos (enchiam a boca) na vizinha Gabin.
- Nicolau Copérnico também teria visitado Kiernozia quando viajava com seu tio Lucas, bispo de Vármia. Diz a lenda que ele perdeu sua pena de ganso na praça do mercado local. A praça agora se chama Praça Copérnico, e o time de futebol local também leva o seu nome.
- Diz-se que Tadeusz Kościuszko visitou o prefeito local, em homenagem ao qual a escola, o conjunto habitacional e o monte no parque foram batizados: RAZÃO — PARA A PÁTRIA, CORAÇÃO — PARA O VIZINHO, TUDO DE SI — PARA O POVO.

## Brasão
Brasão de armas (desenvolvido em 1847, instituído pela Resolução n.º XIV/93/04 do Conselho Municipal de Kiernozia, de 21 de abril de 2004). — Um javali marrom correndo com sabres (presas) de prata e um olho de prata, em um campo verde.
Herb (opracowano w 1847, ustanowiono uchwałą nr XIV/93/04 Rady Gminy w Kiernozi z dnia 21 kwietnia 2004r.) – brązowy biegnący dzik ze srebrnymi szablami (kłami) i srebrnym okiem, w zielonym polu.

## Monumentos históricos
Segundo o registro de monumentos do Instituto do Patrimônio Nacional, os edifícios listados são:
- Igreja paroquial de Santa Margarida, século XVI[19]
- Torre do sino, século XIX, século XX
- Complexo do palácio, século XIX:
  - Palácio
  - Parque

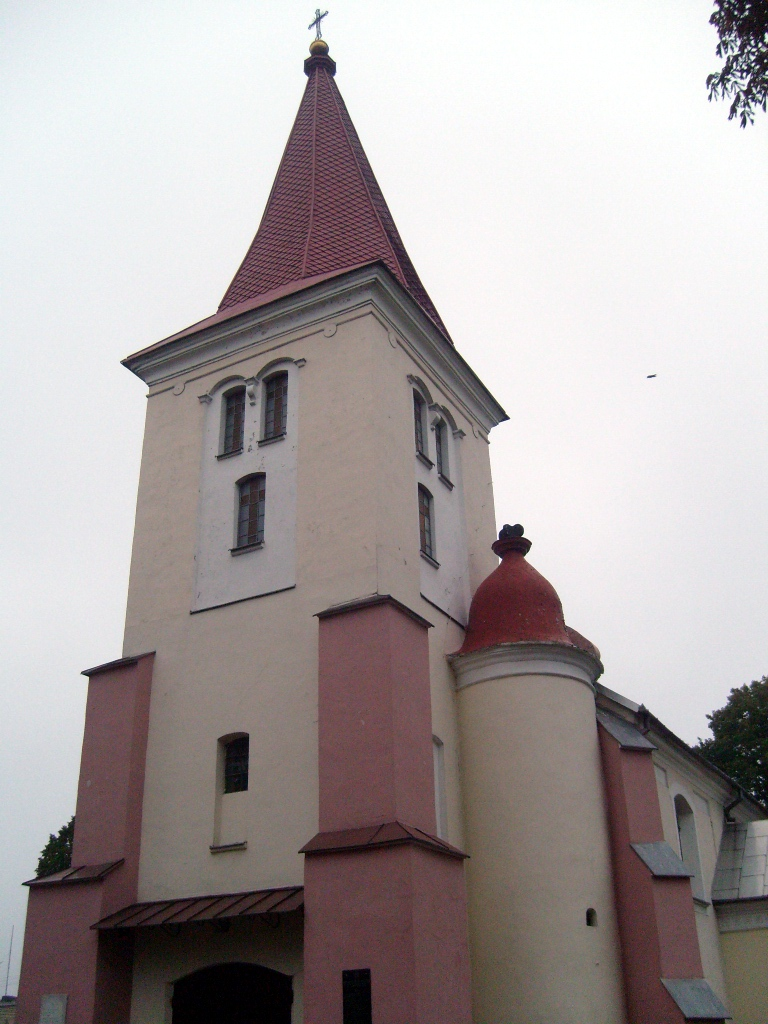
Igreja de Santa Margarida
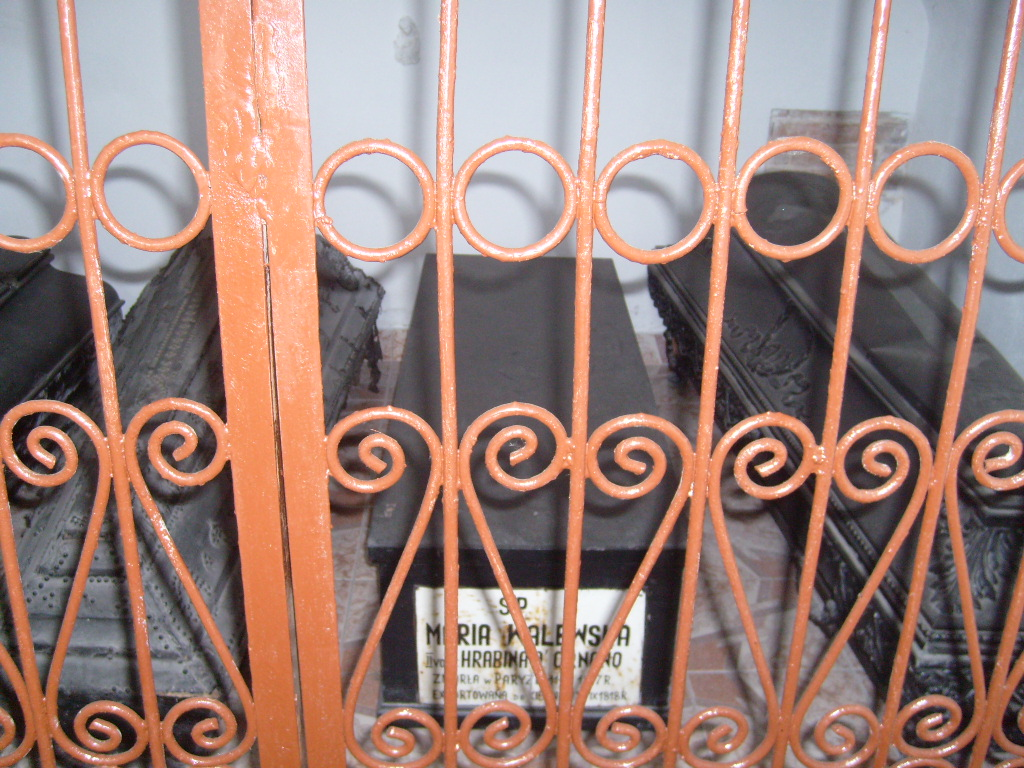
Caixão de Maria Walewska
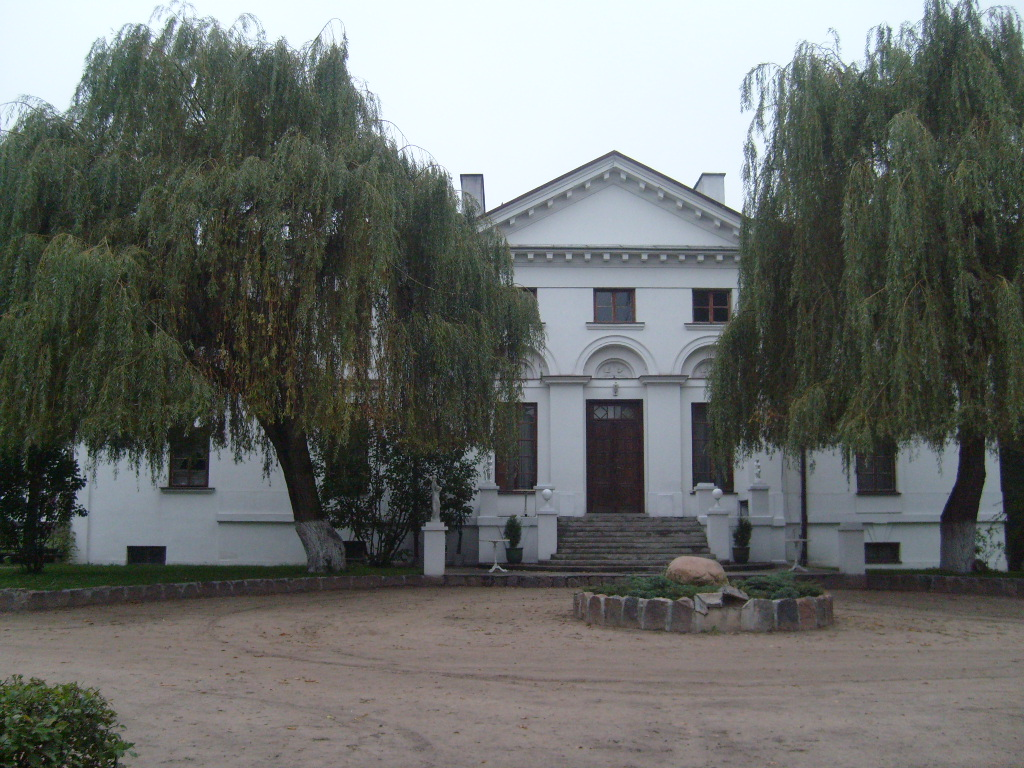
Palácio em Kiernozie Łączyńskie
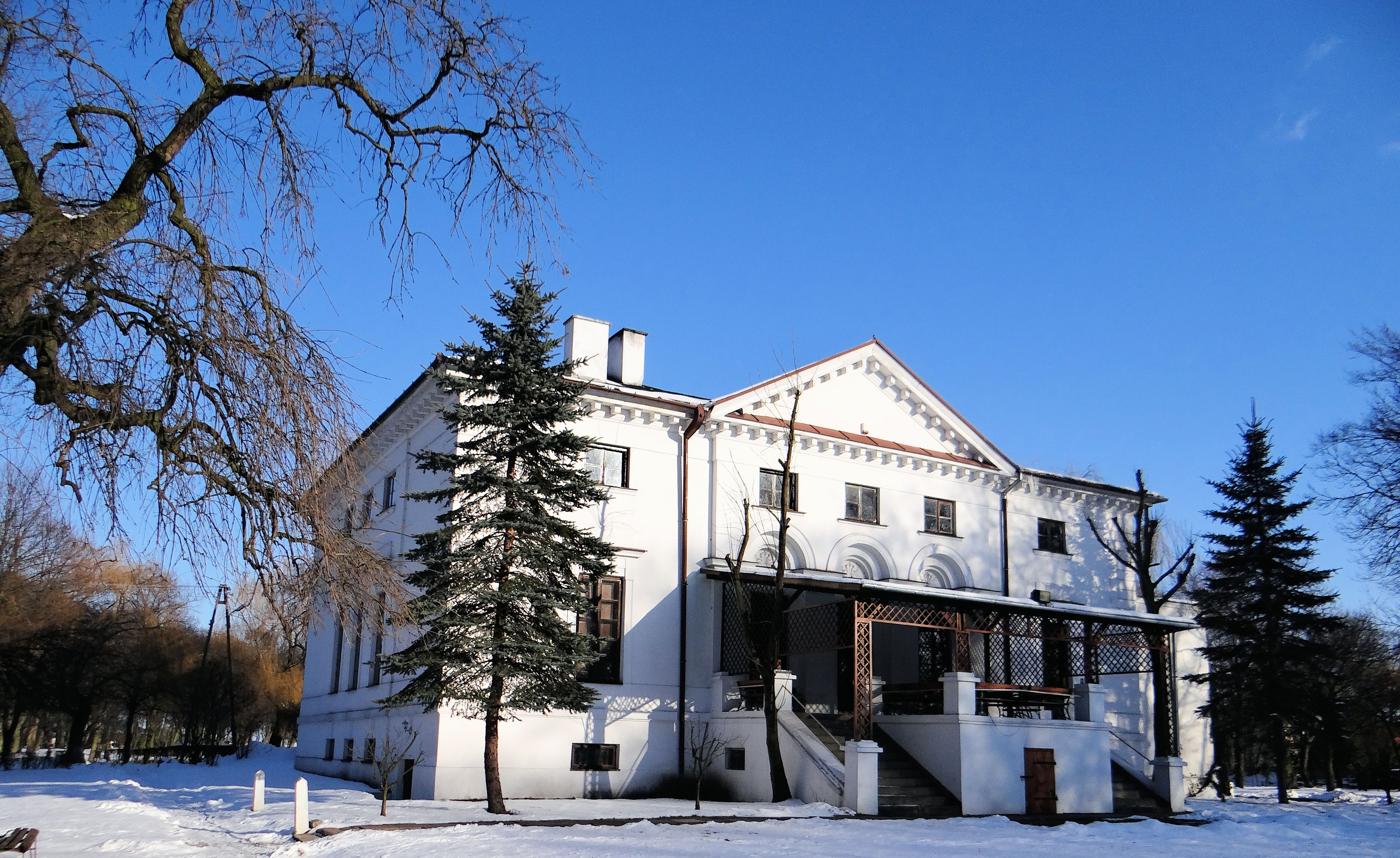
Palácio em Kiernozia no inverno
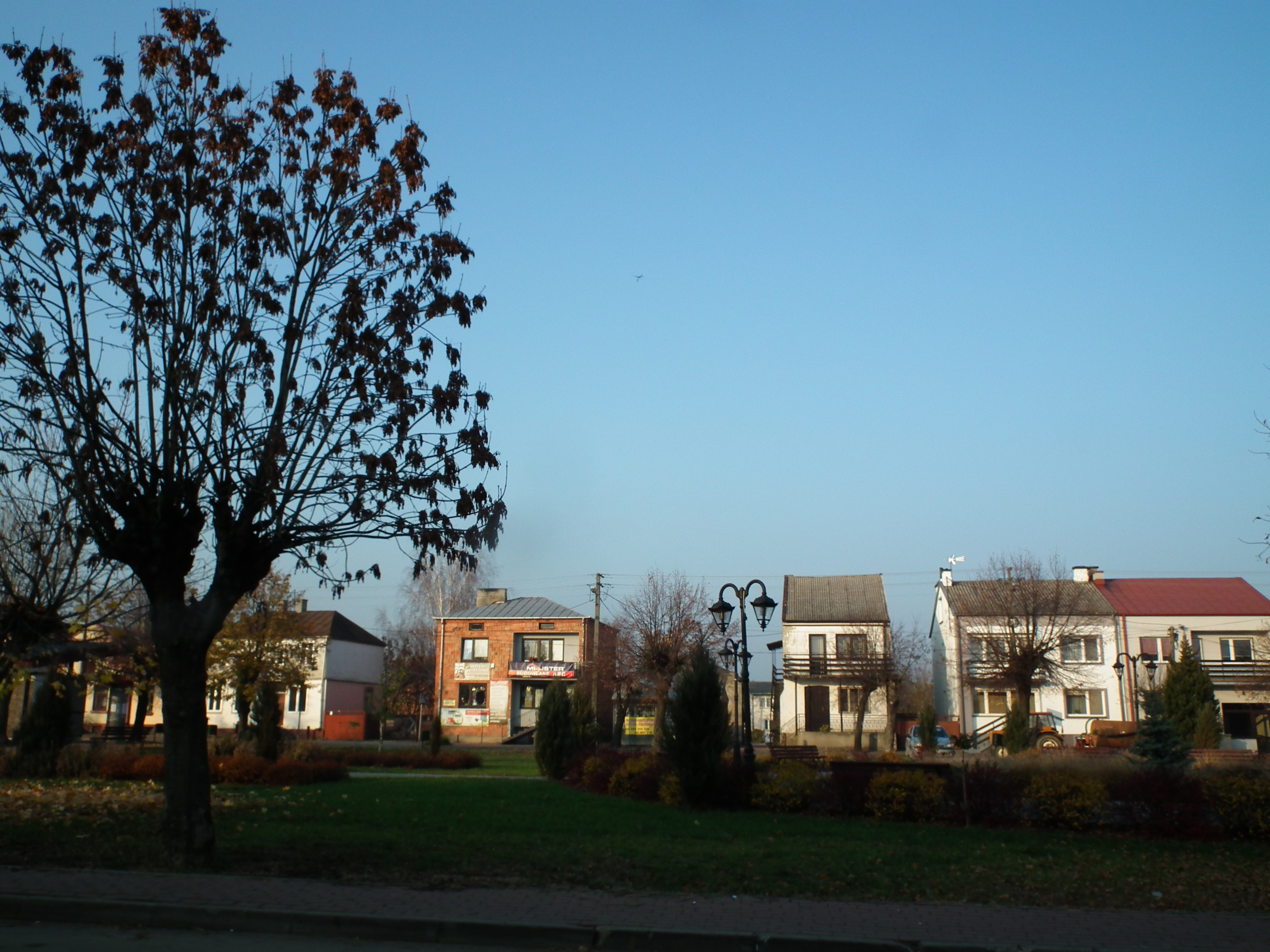
Parte da praça principal